# اندیس حسنارود
حسنارود یک اندیس مصالح ساختمانی است که در حوالی شهر آران استان اصفهان قرار دارد و مادهٔ معدنی موجود در آن، تراورتن است.  